# Otamatone
Otamatone（日语： Otamatōn），是由日本明和電機所發明，Cube Co., Ltd.銷售的電子樂器玩具，2009年12月1日起開始發售，外表為音符形狀。2010年日本玩具大獎作獎作品。2019年12月，適逢Otamatone十週年，開設官方網站，以及官方Twitter和Instagram帳戶。這個音樂玩具又稱音符君、音樂蝌蚪、音樂小蝌蚪、電音蝌蚪、電音小蝌蚪等。

## 描述
Otamatone是一種合成器，主體形狀像八分音符（它也有點像蝌蚪或湯勺，otamajakushi（お玉棒子 / おたまじゃくし）在日語中是蝌蚪和勺子的意思），需要安裝乾電池，聲音從「嘴巴」中發出。以兩隻手來演奏：一隻手握住並擠壓「頭部」，另一隻手透過將手指放在桿上的帶狀控制器上來控制曲調的音高；閥桿上的較高位置會產生較低的聲音。
色帶控制器是對數的，類似於弦樂器，因此高音符之間的距離比低音符之間的距離更短。改變頭部的壓力（從而打開和關閉Otamatone的「嘴巴」）產生娃音效果，搖動頸部（從而輕微改變頭部的壓力）產生振音效果。頭部後部的開關允許用戶改變八度、關閉或打開它或改變音量。
Otamatone莖頂部的結構稱為尾巴。
這種樂器發出的聲音可以與特雷門或京胡的聲音相提並論。

## 變化
Otamatone有不同的型號，例如Otamatone Melody，這是一種較小的Otamatone，可以掛在鑰匙鏈上；或Otamatone豪華版，更大的Otamatone，具有更多功能。一些Otamatone的設計基於流行的日本角色，如卡比或Hello Kitty。

## 接待
該樂器在網上非常受歡迎，尤其是在YouTube和抖音上。 它通常用於創作翻唱歌曲，TheRealSullyG和mklachu等頻道主要透過使用該樂器而受到歡迎。Otamatone也被歐拉·英格倫等音樂家使用。
2021年2月3日，胡安喬·蒙塞拉特在西班牙達人第六季的試鏡中，用原版Otamatone演奏了普契尼歌劇《杜蘭朵》的詠嘆調《今夜無人入睡》，並在幾位評委親自試奏該樂器後贏得了金蜂鳴器獎。

## 外部連結
- 官方網站 （页面存档备份，存于）（日語）
- 在选秀节目上演奏的例子 （页面存档备份，存于）